# 西新宿で逢ったひと
「西新宿で逢ったひと」（にししんじゅくであったひと）は、2004年9月29日に発売された前田有紀の6枚目のシングル。

## 解説
レーベルをzetimaからRice Musicに変更。

## 収録曲
1. 西新宿で逢ったひと（4分16秒）
作詞：田形美喜子／作曲：吉川慶／編曲：馬飼野康二
2. 月列車（4分11秒）
作詞：峰崎林二郎／作曲：花岡優平／編曲：馬飼野康二
3. 西新宿で逢ったひと（オリジナル・カラオケ）
4. 月列車（オリジナル・カラオケ）
5. 西新宿で逢ったひと（男性キー・カラオケ）